# Codex Vaticanus

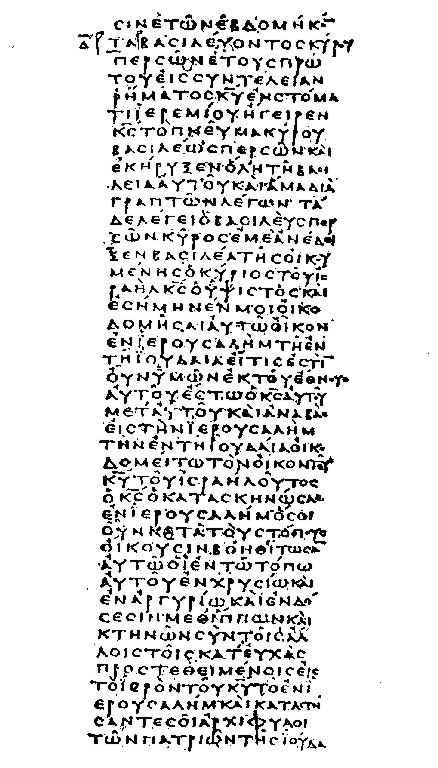
Részlet a Codex Vaticanus-ból: Esdrás könyve 2:1-8

A Codex Vaticanus (Vatikáni kódex) a Biblia legértékesebb görög kézirata a Kr. u. IV. század elejéről. 1457-től őrzik a Vatikáni Könyvtárban, innen kapta a nevét. Korábbi történetéről nem tudunk. Egyesek szerint Egyiptomban, mások szerint Cezáreában keletkezett. A kódex az alexandriai szövegtípushoz tartozik. A kódex jelölése a szakirodalomban: B vagy 03.
Ez a nagybetűs kódex valószínűleg teljes Biblia volt, de az Ószövetségből elvesztek lapok, és az Újszövetség sem teljes. 
Hiányzik belőle a Zsidóknak írt levél 9,15-13,25; a pasztorális levelek; a Filemonhoz írt levél és A jelenések könyve. 
Nem található meg benne Manassze imája és a Makkabeusok könyvei sem. 
Mérete 27-28 x 27–28 cm. Az Ószövetség 617 fóliót tartalmaz. Újszövetség 142 fólióból áll.
A pergamenre írt kódex minden oldala három kolumnát tartalmaz, mindegyikben 40-44 sorral, soronként 14-18 betűvel. A betűket barna tintával írták, interpunkció nélkül folyamatos írással. A szöveg 2 különböző kéz munkája, melyet 2 korrektor javított. A kézirat az újszövetségi rész margóján kettős pontokat (umlaut) tartalmaz. Úgy tűnik az esetleges szövegvariánsok jelzésére. E kérdésben a kutatások ma is folynak.
A könyvet a tudományos kutatás elől hosszú ideig elzárták, mígnem 1889-1890-ben, illetve 1904-1907-ben fakszimile kiadásai meg nem jelentek, ez utóbbi a Codices e Vaticanis selecti phototypice expressi címmel.

## Lásd még
- Codex Sinaiticus
- Codex Alexandrinus